# Karangasih
Karangasih is een bestuurslaag in het regentschap Bekasi van de provincie West-Java, Indonesië. Karangasih telt 38.377 inwoners (volkstelling 2010).